# بيزران (إدا أوبوزية)
بيزران هو دُوَّار يقع بجماعة سيدي بوسحاب، إقليم شتوكة آيت باها، جهة سوس ماسة في المملكة المغربية. ينتمي الدوّار لمشيخة إدا أوبوزية التي تضم 18 دوار. يقدر عدد سكانه بـ 454 نسمة حسب الإحصاء الرسمي للسكان والسكنى لسنة 2004.

## روابط خارجية
- البوابة الوطنية للجماعات الترابية نسخة محفوظة 12 مارس 2018 على موقع واي باك مشين.
- المندوبية السامية للتخطيط